# جوش‌پره
جوش‌پره نوعی دامپلینگ است که محبوبیت زیادی در آسیای مرکزی، قفقاز جنوبی و خاورمیانه دارد. این غذا از خمیر گندم بدون مخمر درست می‌شود. به این صورت که خمیر را به صورت مربع‌هایی پر شده با گوشت چرخ‌کرده و چاشنی برش داده و می‌پزند.

## ریشه‌شناسی
جوش به معنای «جوشیدن» است در حالی که پره اصطلاحی برای «بیت» در فارسی باستان است. این کلمه قبل از قرن دهم میلادی مورد استفاده قرار می‌گرفت، تا اینکه با نام فارسی مدرن گوش برّه به معنی «گوش بره» جایگزین شد. این نام در زبان‌های دیگر از جمله آذربایجانی (düşbərə، dushbara)، باشقیری (сөсбәрә، süsbərə) قزاقی (тұшпара، توشپارا)، قرقیزستانی (чүчпара، چوچپارا)، تاجیکی (tushberchvara، ازبکی)، ازبکی (tushberahvara) وجود دارد . کلمه عربی شیشبرک (عربی: شیشبرک‎) یا شوشبرک (عربی: شُشْبَرَک‎) گمان می‌رود که در دوران پیش از اسلام از جوشپاره گرفته شده باشد.

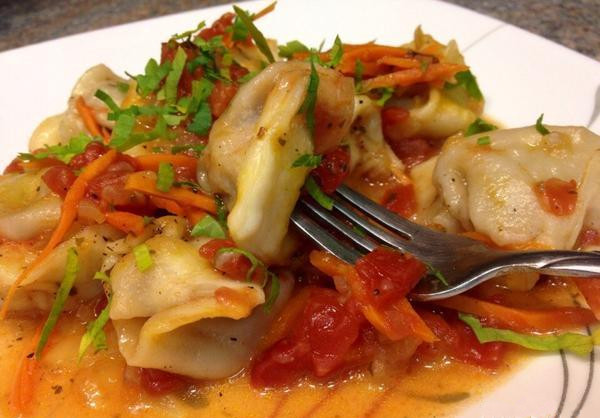
جوش‌پره ازبکی با نام چوچوارا همراه سس گوجه فرنگی و سبزیجات

نظریه دیگر در مورد ریشه‌شناسی این کلمات این است که این کلمه از کلمه ترکی düşbərə گرفته شده است. کلمات tosh و dash به معنی «پر شدن» و «ریختن» هستند و berek به معنی «غذا» (غذاهایی که از خمیر درست می‌شوند) است. نام این غذا به این واقعیت اشاره دارد که جوش‌پره باید زمانی اضافه شود که آب در حال جوشیدن و سرریز شدن از قابلمه باشد.

## تغییرات منطقه ای

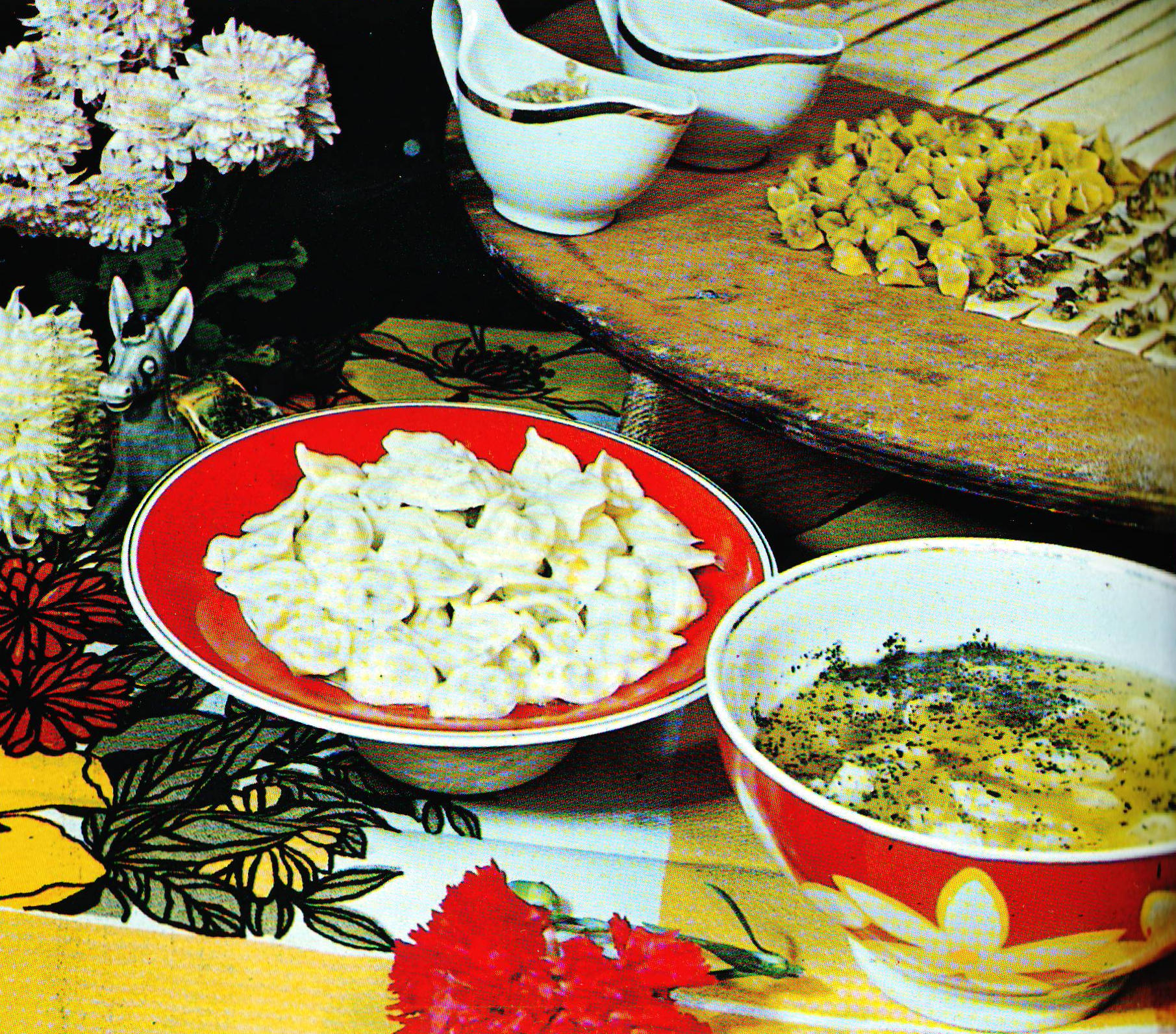
دوشبره آذربایجانی که در آبگوشت سرو می‌شود

### غذاهای ترکی و ایرانی
این غذا در آشپزی آذربایجانی ، ایرانی ، تاجیکی ، ازبکی ، اویغوری و دیگر کشورهای آسیای میانه یافت می‌شود.
خمیر جوش‌پره آسیای میانه از آرد ، تخم مرغ ، آب و نمک تهیه می‌شود. آن را به یک لایه نازک رول کرده و به صورت مربع برش می‌دهیم. مقداری از مواد گوشتی که با پیاز خرد شده، فلفل سیاه ، نمک و آویشن مزه دار شده است، در مرکز هر مربع قرار داده می‌شود و گوشه‌های دامپلینگ گرفته و تا می‌شوند. کوفته‌ها را در آب گوشت می‌جوشانند تا به سطح آب بیایند. 
در آذربایجان، کوفته‌ها کوچک‌تر و خمیرشان ضخیم‌تر است.  معمولاً از خمیر (آرد گندم، تخم مرغ، آب)، گوشت گوسفند (بدون استخوان)، پیاز، سرکه، نعناع خشک، فلفل و نمک تهیه می‌شوند. این غذا یا با آب یا با آب گوشت تهیه می‌شود. گوشت گوسفند را می‌توان با گوشت گاو یا حتی مرغ جایگزین کرد.

## آشپزی عربی

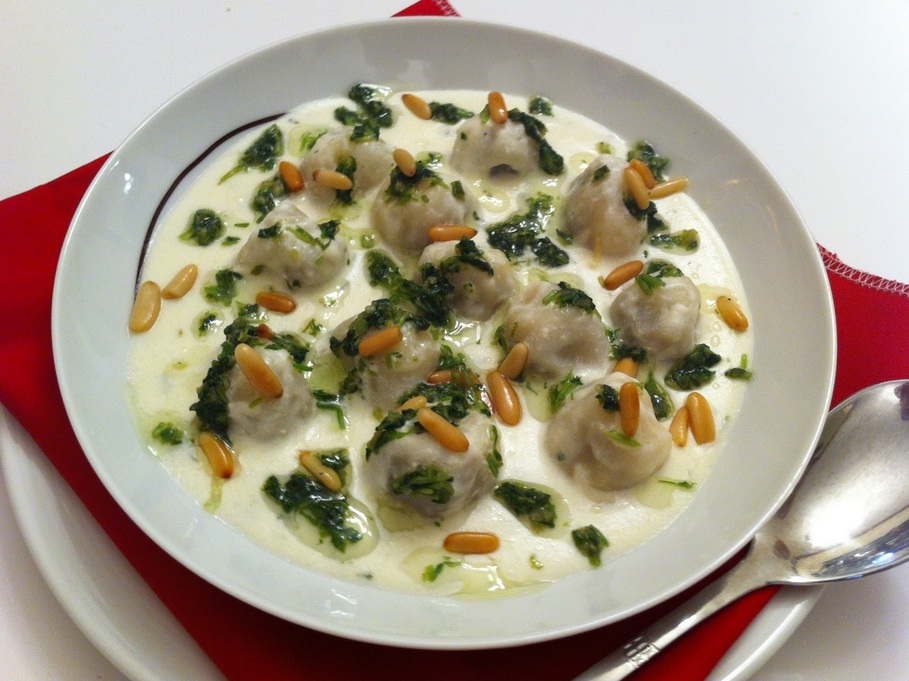
شیشباراک لوانتین که در سس ماست سرو می‌شود

جوش‌پره در عراق, اردن, لبنان, فلسطین, سوریه, حجاز و مناطق شمالی عربستان تهیه می شود .  پس از پر شدن با گوشت چرخ‌کرده و ادویه‌ها، بسته‌های نازک خمیر در ماست پخته شده و در سس مخصوص خود داغ سرو می‌شوند.  جوش‌پره که قرن‌ها بخشی از آشپزی عربی بوده، دستور پخت آن در کتاب آشپزی عربی کتاب الطیبخه دمشقی مربوط به قرن پانزدهم، آمده است. 

## غذاهای مرتبط
- مردمان فینو-اوگری در سیبری غربی قرون وسطی توسط بازرگانان ایرانی با این غذا آشنا شدند و آن را پلنان، به معنی «نان گوش» نامیدند. این غذا در قرن هفدهم در روسیه پذیرفته شد، جایی که به آن پلمنی می‌گویند. [۱]
- منتو نوع دیگری از دامپلینگ است که در آسیای مرکزی و غربی محبوب است.

## نگارخانه

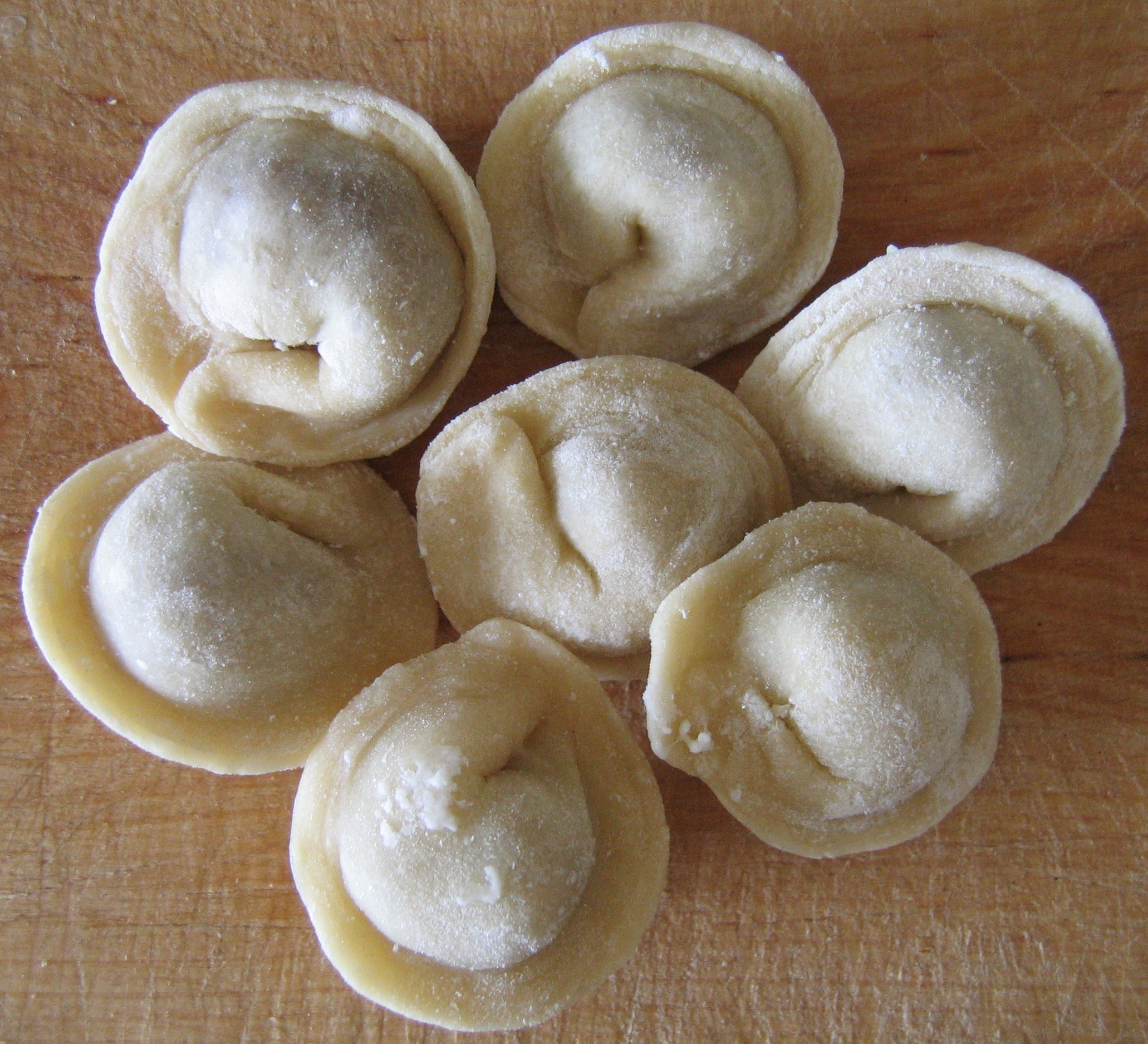
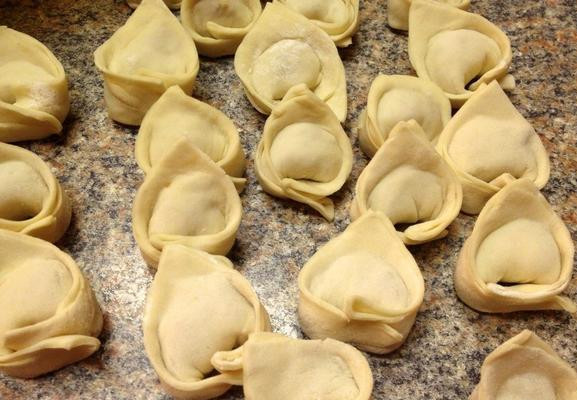
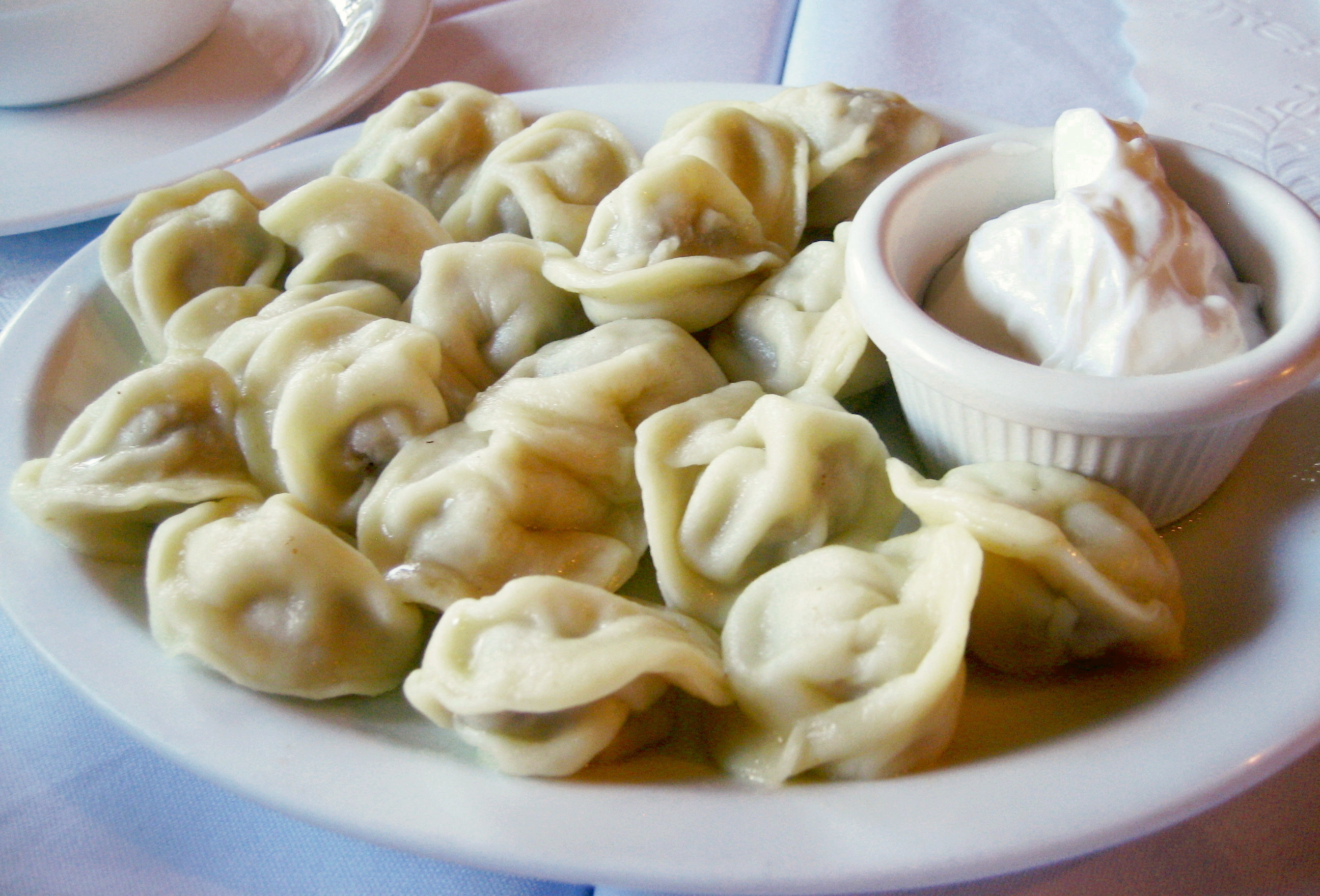
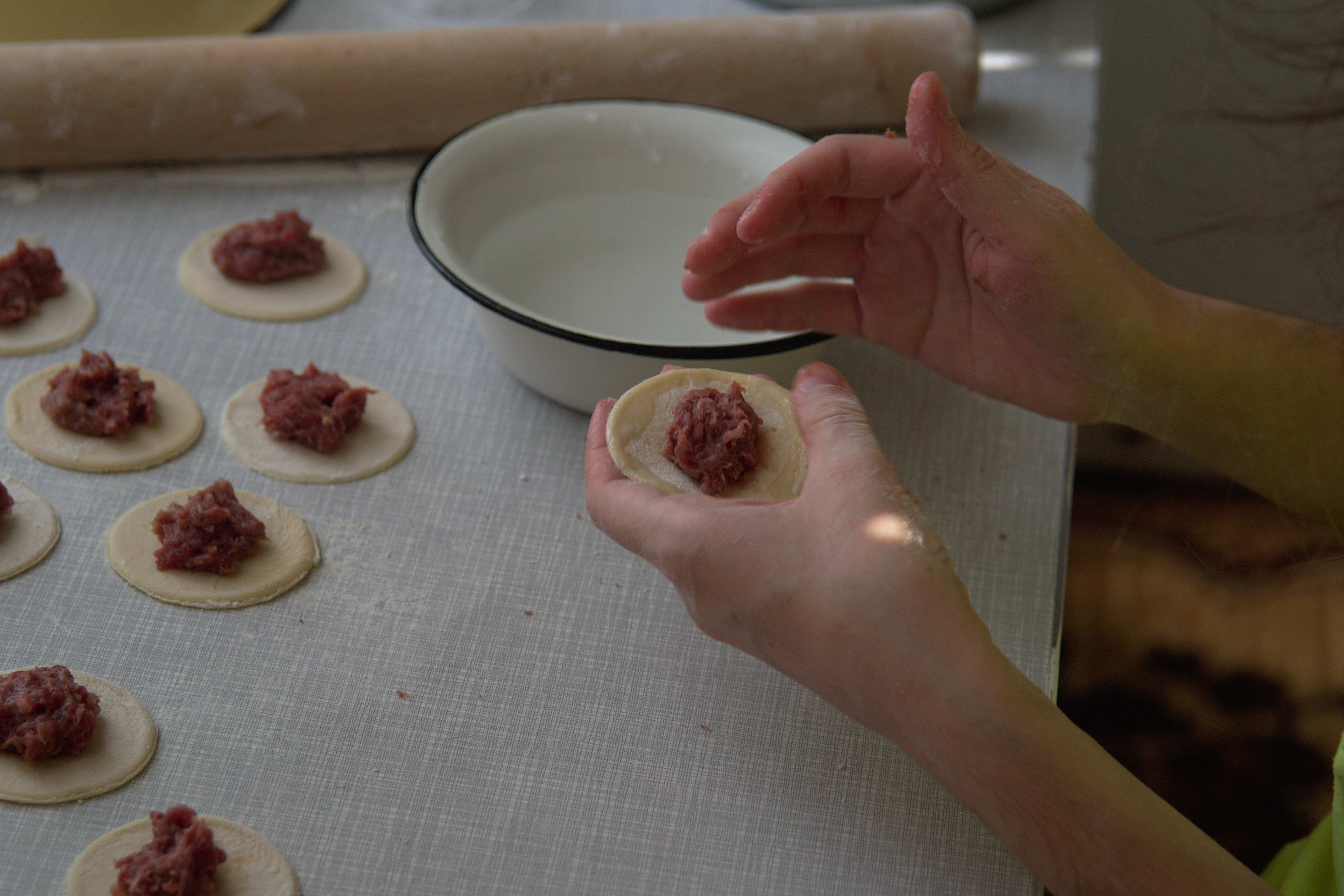